# Rocky Roberts
Pour les articles homonymes, voir Roberts.
Rocky Roberts, nom de scène de Charles Roberts, né à le 23 août 1941 à Tanner (Alabama), est un chanteur italien d'origine américaine de country et de rhythm and blues.

## Biographie

### Débuts
Avant d’être connu du public, il commence par servir dans United States Navy et devient champion de boxe de l’ US Navy champion.  Il s’intéresse d’abord à la chanson country & western avec le musicien Doug Fowlkes, qui a un groupe  nommé les Airdales (argot des pilotes de  l’US Navy).

### Carrière
Il gagne un concours à Juan-les-Pins en France, signe un contrat avec Eddie Barclay. Ce sera la sortie du LP avec The T-Bird énorme succès dans les night-clubs. De ce fait, il choisit de rester en Europe à sa retraite de l’US Navy,.
En 1967, il obtient un très grand succès avec la chanson en italien Stasera Mi Butto, qui se vend à 3,7 millions d’exemplaires et gagne le Festivalbar. La chanson est reprise comme titre d’un film en 1967, avec Rocky Roberts en vedette. Il apparait alors dans plusieurs films italiens. 
Il était réputé pour toujours porter des lunettes de soleil,.
En 1966, il chante la chanson du générique du film Django, écrite et composée par Luis Bacalov et qui sera reprise en 2012 comme thème du film Django Unchained de Quentin Tarantino.
Rocky Roberts décède à l’âge de 63 ans en 2005 à Rome des suites d’un cancer des poumons.

## Discographie

### Participations
- 1966 : Django  Thème de la B.O. du film Django de Sergio Corbucci
- 2005 : Django Unchained  Thème de la B.O. du film Django Unchained de Quentin Tarantino.